# Лёгкий (фрегат, 1816)
Лёгкий — парусный фрегат Российского императорского флота.

## История
Относился к рангу 44-пушечных фрегатов, тип «Спешный». Заложен 24 февраля 1815 на Охтенской верфи. Строитель В. Ф. Стоке. Спущен на воду 16 августа 1816, вошел в состав Балтийского флота.
11 августа 1818 г. вышел из Кронштадта, в составе отряда капитана I ранга М. И. Ратманова, и 12 октября 1818 г. прибыл в Кадис (Испания). 31 октября 1818 г. передан испанскому правительству взамен признанных негодными «Трех Святителей» и «Автроила». Экипаж на корабле «Юпитер» вернулся в Россию.
«Лёгкий» в испанском флоте получил имя «Ligera». Фрегат «Ligera» позднее отправлен испанцами на Кубу и затонул при входе в порт Сантьяго-де-Куба в 1822 г.

## Основные характеристики
- Водоизмещение = около 1950 т[1];
- Длина по верхней палубе = 48,6 м.[1];
- Ширина по мидель-шпангоуту = 12,7 м.[1];
- Осадка = 3,9 м.[1];
- Арт. вооружение = 44 ор[1]. (24-фн — по штату[4]);
- Экипаж = 340/430 человек[1].

## Командир
- Д. А. Богданов (1818).